# Julie Benz
Julie Marie Benz (Pittsburgh, 1972. május 1. –) amerikai színésznő.
Ismert alakítása volt Darla a Buffy, a vámpírok réme és az Angel című sorozatokban (1997–2004), továbbá Rita Bennett a Dexterben (2006–2010). Egyéb televíziós szereplései közé tartozik a Roswell (1999–2000), a Született feleségek (2010), a Szellemdoktor (2011–2012), Az ellenállás városa (2013–2015) és a Hawaii Five-0 (2015–2017).
Egyebek mellett feltűnt a Kemény dió (1999), a Tesók (2001), a John Rambo (2008), a Fűrész V. (2008), A Megtorló – Háborús övezet (2008) és a Testvérbosszú 2. (2009) című filmekben is.

## Élete és pályafutása
Pittsburghben született 1972. május 1-jén. Apja, George Benz, Jr. pittsburghi sebész, édesanyja, Joanne Marie (szül.: Seemiller) műkorcsolyázó. A család a közeli Murrysville-ben telepedett le, amikor a lány kétéves volt. Háromévesen kezdett el korcsolyázni. Az 1988-as amerikai bajnokságon indult junior jégtáncban párjával, David Schillinggel, 13. helyezést érve el. Bátyja és nővére, Jeffrey és Jennifer 1987-ben az Egyesült Államok junior bajnokai voltak jégtáncban, és nemzetközi versenyeken indultak. 14 évesen súlyos fáradásos lábtörést szenvedett, emiatt mellőznie kellett a sportot.
1989-re műkorcsolyázó karrierje véget ért, ezért Benz a színészet felé fordult. A helyi színház életébe bekapcsolódva szerepet kapott az Street Law című darabban. Első filmes munkája egy rövid szöveges szerep volt. Erre Dario Argento és George A. Romero rendezésében készült Két gonosz szem című horrorfilm Fekete macska szegmensében került sor, Harvey Keitel mellett. Egy évvel később szerepet kapott a Hi Honey, I'm Home (1991) című szituációs komédiában.
A középiskola elvégzése után Benz a New York Egyetem hallgatója lett, ahol színészetet tanult. A diploma megszerzése után Los Angelesbe költözött, hogy tovább folytassa karrierjét. Itt kapott néhány kisebb szerepet filmekben és tévéműsorokban, többek között vendégszerepelt az Egy rém rendes család egy epizódjában (1987) és Aaron Spelling Crosstown Traffic című, 1995-ös próbaepizódjában, mely végül nem került adásba.
1996-ban meghallgatásra jelentkezett Buffy Summers szerepére a Buffy, a vámpírok réme (1997) című sorozatban, de azt Sarah Michelle Gellar kapta meg. Felajánlották neki egy Darla nevű vámpírlány szerepét és olyan jó munkát végzett, hogy a szerepét kibővítették még néhány epizóddal. Ezzel Benz karrierje végre beindult. Két évvel később ismét eljátszotta Darla szerepét a Buffy Angel című spin-off sorozatában, eközben számos kisebb szerepet kapott különböző filmes produkciókban. Volt egy kicsi, de emlékezetes recepciós szerepe a Lesz ez még így se! című 1997-es vígjáték-drámában.
Az Angel után továbbra is a televízióban dolgozott, és több népszerű tévéműsorban vendégszerepet játszott: CSI: A helyszínelők, CSI: Miami helyszínelők, Odaát.  2006-ban újabb figyelemre méltó szerepet kapott a Dexter című bűnügyi drámasorozatban Rita Bennett-et alakítva. Bennett egy bajba jutott, elvált nő, később a Michael C. Hall által alakított címszereplő szeretője, majd felesége.
2010 és 2011 között a No Ordinary Family című sci-fi sorozat főszereplője lett. 2013-tól 2015-ig Az ellenállás városa című sci-fi/fantasy sorozat főszerepét játszhatta el.

## Filmográfia

### Film
| Év   | Magyar cím                                         | Eredeti cím                                              | Szerep                  | Magyar hang       |
| ---- | -------------------------------------------------- | -------------------------------------------------------- | ----------------------- | ----------------- |
| 1990 | Két gonosz szem                                    | Two Evil Eyes                                            | Betty                   |                   |
| 1996 | Fekete bárány                                      | Black Sheep                                              | táncoló szőke nő        |                   |
| 1997 | Száműzőszék                                        | Darkdrive                                                | Julie Falcon            | Ábel Anita        |
| 1997 |                                                    | Eating Las Vegas (rövidfilm)                             | Sheila                  |                   |
| 1997 | Három a nagylány                                   | Inventing the Abbotts                                    | diáklány                |                   |
| 1997 | Lesz ez még így se!                                | As Good as It Gets                                       | recepciós               | Törtei Tünde      |
| 1999 | Kemény dió                                         | Jawbreaker                                               | Marcie Fox              | Madarász Éva      |
| 1999 |                                                    | Dirt Merchant                                            | Angie                   |                   |
| 2000 | Sípolj, ha tudod mit nyeltél tavaly disznóvágáskor | Shriek If You Know What I Did Last Friday the Thirteenth | Barbara                 | Haffner Anikó     |
| 2001 | Tesók                                              | The Brothers                                             | Jesse Caldwell          |                   |
| 2003 |                                                    | The Midget Stays in the Picture (rövidfilm)              | A-listás színésznő      |                   |
| 2003 | Az őserdő hőse 2.                                  | George of the Jungle 2                                   | Ursula Stanhope         | Zakariás Éva      |
| 2005 | Vén csajok klubja                                  | Bad Girls from Valley High                               | Danielle                | Solecki Janka     |
| 2005 | 8mm 2.                                             | 8mm 2                                                    | Lynn                    |                   |
| 2006 |                                                    | Kill Your Darlings                                       | Katherine               |                   |
| 2008 | John Rambo                                         | Rambo                                                    | Sarah Miller            | Nemes Takách Kata |
| 2008 | Fűrész V.                                          | Saw V                                                    | Brit                    | Nemes Takách Kata |
| 2008 | A Megtorló – Háborús övezet                        | Punisher: War Zone                                       | Angela Donatelli        | Kökényessy Ági    |
| 2009 |                                                    | Kidnapping Caitlynn (rövidfilm)                          | Caitlynn                |                   |
| 2009 | Testvérbosszú 2.                                   | The Boondock Saints II: All Saints Day                   | Eunice Bloom FBI-ügynök | Major Melinda     |
| 2010 | Hálószobák                                         | Bedrooms                                                 | Anna                    | Kiss Eszter       |
| 2011 |                                                    | Answers to Nothing                                       | Frankie                 |                   |
| 2014 |                                                    | Supremacy                                                | Kristen                 |                   |
| 2015 | A kör                                              | Circle                                                   | feleség                 |                   |
| 2015 | Feszültség                                         | Life on the Line                                         | Carline                 | Spilák Klára      |
| 2016 |                                                    | Havenhurst                                               | Jackie / Jamie          |                   |
| 2019 |                                                    | Foster Boy                                               | Pamela Dupree           |                   |
| 2020 |                                                    | Nocturne                                                 | Cassie Lowe             |                   |

### Televízió
| Év        | Magyar cím                          | Eredeti cím                          | Szerep                            | Megjegyzések                                                                        |
| --------- | ----------------------------------- | ------------------------------------ | --------------------------------- | ----------------------------------------------------------------------------------- |
| 1991–1992 |                                     | Hi Honey, I'm Home!                  | Babs Nielson                      | főszereplő (14 epizód)                                                              |
| 1994      | Egy rém rendes család               | Married... with Children             | Sascha                            | 1 epizód                                                                            |
| 1995      | Mezítlábas menedzser                | The Barefoot Executive               | szexi nő                          | tévéfilm                                                                            |
| 1995      |                                     | Empire                               | Christine Lambert                 | leadatlan próbaepizód                                                               |
| 1995      |                                     | Hang Time                            | Linda Cantrell                    | 1 epizód                                                                            |
| 1995      | Parti nyomozók                      | High Tide                            | Joanna Craig                      | 1 epizód                                                                            |
| 1995      | Egyről a kettőre                    | Step by Step                         | Tawny                             | 1 epizód                                                                            |
| 1996      | A kis gézengúz                      | Boy Meets World                      | Bianca                            | 1 epizód                                                                            |
| 1996      | Szívügyek                           | Hearts Adrift                        | Christy                           | tévéfilm                                                                            |
| 1996      | Halálbiztos diagnózis               | Diagnosis: Murder                    | Julie Miller                      | 1 epizód                                                                            |
| 1996      | Sliders                             | Sliders                              | Jenny Michener                    | - 1 epizód magyar hangja: - Somlai Edina                                            |
| 1996      |                                     | The Single Guy                       | Cranberries Girl                  | 1 epizód                                                                            |
| 1997      |                                     | Veronica's Video                     | Heidi                             | leadatlan próbaepizód                                                               |
| 1997      |                                     | A Walton Easter                      | Jeannie (stáblistán nem szerepel) | tévéfilm                                                                            |
| 1997      | Elképesztő övezet                   | The Big Easy                         | Roxanne                           | 1 epizód                                                                            |
| 1997      |                                     | Fame L.A.                            | Vanessa                           | 1 epizód                                                                            |
| 1997–2003 | Buffy, a vámpírok réme              | Buffy the Vampire Slayer             | Darla                             | 6 epizód                                                                            |
| 1998      |                                     | Ask Harriet                          | Joplin Russell                    | 7 epizód                                                                            |
| 1998      |                                     | Conrad Bloom                         | Julie                             | 1 epizód                                                                            |
| 1999      |                                     | Payne                                | Breeze O'Rourke                   | főszereplő (9 epizód)                                                               |
| 1999      | Férjek gyöngye                      | The King of Queens                   | Julie Patterson                   | 1 epizód                                                                            |
| 1999–2000 | Roswell                             | Roswell                              | Kathleen Topolsky                 | 7 epizód                                                                            |
| 2000      | Boszorkányok iskolája               | Satan's School for Girls             | Alison Kingsley                   | tévéfilm                                                                            |
| 2000      |                                     | Good Guys/Bad Guys                   | N/A                               | tévéfilm                                                                            |
| 2000–2004 | Angel                               | Angel                                | Darla                             | 20 epizód                                                                           |
| 2002      |                                     | Glory Days                           | Ellie Sparks                      | leadatlan próbaepizód                                                               |
| 2002      | Harmadik típusú emberrablások       | Taken                                | Kate Keyes                        | minisorozat (2 epizód)                                                              |
| 2002      | Kémcsajok                           | She Spies                            | Elaine                            | 1 epizód                                                                            |
| 2002      | Vadnyugati bűnvadászok              | Peacemakers                          | Miranda Blanchard                 | 1 epizód                                                                            |
| 2002      |                                     | Coupling                             | Amanda                            | egy epizód                                                                          |
| 2004      | Vakvágta a jövőbe                   | The Long Shot: Believe in Courage    | Annie Garrett                     | - tévéfilm - magyar hangja: - Spilák Klára                                          |
| 2004      | NCIS                                | NCIS                                 | Denise Johnson                    | 1 epizód                                                                            |
| 2004      |                                     | Oliver Beene                         | dohányzó lány                     | 1 epizód                                                                            |
| 2005      | Gyilkos sáskák – A nyolcadik csapás | Locusts: The 8th Plague              | Vicky                             | tévéfilm                                                                            |
| 2005      |                                     | Lackawanna Blues                     | Laura                             | tévéfilm                                                                            |
| 2006      | Odaát                               | Supernatural                         | Layla Rourke                      | 1 epizód                                                                            |
| 2006      | CSI: Miami helyszínelők             | CSI: Miami                           | Hayley Gordon                     | - 1 epizód - magyar hangja: - Ősi Ildikó                                            |
| 2006      | CSI: A helyszínelők                 | CSI: Crime Scene Investigation       | Heidi Wolff                       | 1 epizód                                                                            |
| 2006      | Halálos egybeesés                   | Circle of Friends                    | Maggie                            | tévéfilm                                                                            |
| 2006–2010 | Dexter                              | Dexter                               | Rita Bennett                      | - főszereplő (1-4. évad) - vendégszereplő (5. évad) - magyar hangja: - Törtei Tünde |
| 2007      | Esküdt ellenségek                   | Law & Order                          | Dawn Sterling                     | 1 epizód                                                                            |
| 2009      |                                     | Held Hostage                         | Michelle Estey                    | tévéfilm                                                                            |
| 2009      | Szerelem a palackból                | Uncorked                             | Johnny Prentiss                   | tévéfilm                                                                            |
| 2010      | Született feleségek                 | Desperate Housewives                 | Robin Gallagher                   | 5 epizód                                                                            |
| 2010–2011 |                                     | No Ordinary Family                   | Stephanie Powell                  | főszereplő (20 epizód)                                                              |
| 2011      | Luxusdoki                           | Royal Pains                          | Elyse                             | 1 epizód                                                                            |
| 2011–2012 | Szellemdoktor                       | A Gifted Man                         | Christina Holt                    | 7 epizód                                                                            |
| 2013      |                                     | Sole Custody                         | Joey                              | tévéfilm                                                                            |
| 2013      |                                     | Taken: The Search for Sophie Parker  | Stevie Parker hadnagy             | tévéfilm                                                                            |
| 2013–2015 | Az ellenállás városa                | Defiance                             | Amanda Rosewater                  | főszereplő (39 epizód)                                                              |
| 2015      |                                     | Charming Christmas                   | Meredith Rossman                  | tévéfilm                                                                            |
| 2015–2017 | Hawaii Five-0                       | Hawaii Five-0                        | Abby Dunn felügyelő               | 12 epizód                                                                           |
| 2017      |                                     | Training Day                         | Holly Butler                      | főszereplő (7 epizód)                                                               |
| 2017      |                                     | Christmas Homecoming                 | Amanda                            | tévéfilm                                                                            |
| 2019      | Könnyű, mint a pehely               | Light as a Feather                   | Skye                              | 2 epizód                                                                            |
| 2019      |                                     | On Becoming a God in Central Florida | Carole Wilkes                     | 7 epizód                                                                            |
| 2019      |                                     | Dark/Web                             | Rideshare                         | 1 epizód                                                                            |
| 2019      | V.C. Andrews: Apa és lánya          | V.C. Andrews' Heaven                 | Kitty Dennison                    | tévéfilm                                                                            |
| 2021      | Szeretettel: Victor                 | Love, Victor                         | Shelby                            | 4 epizód                                                                            |
| 2021      | Az aranyásó                         | Secrets of a Gold Digger Killer      | Celeste Beard                     | tévéfilm                                                                            |
| 2022      | 911-Texas                           | 9-1-1: Lone Star                     | Sadie Becker                      | 4 epizód                                                                            |

### Videójátékok
| Év   | Cím                | Szerep                 |
| ---- | ------------------ | ---------------------- |
| 2003 | Everybody's Golf 4 | több szereplő hangja   |
| 2004 | Halo 2             | Miranda Keyes (hangja) |

## Fordítás
- Ez a szócikk részben vagy egészben  a   Julie Benz című angol Wikipédia-szócikk ezen változatának fordításán alapul.  Az eredeti cikk szerkesztőit annak laptörténete sorolja fel. Ez a jelzés csupán a megfogalmazás eredetét és a szerzői jogokat jelzi, nem szolgál a cikkben szereplő információk forrásmegjelöléseként.